# 吴东旻
吴东旻（韓語：오동민，1986年4月1日—），另译为吴东民、吳東旼，韩国男演员。2008年通过舞台剧《nabis哈姆雷特》出道，曾出演过《九宜站3号出口》、《水中呼吸法》、《地下的男人》、《Lock Out》、《死不了所以活着》等多部短篇电影。2018年与经纪公司MYSTIC ACTORS签约后，出演了KBS2《我的黑历史误答笔记》、SBS《胸腔外科－盜取心臟的醫生們》、KBS2《監獄醫生》、Channel A《平日下午3點的戀人》等电视剧，逐渐被大众熟知。

## 演出作品

### 电视剧
- 2008年：KBS Drama《彩票三人组》饰演 都青基成年时期
- 2010年：SBS《壞男人》饰演 贤奉
- 2015年：tvN《超级爸爸烈》饰演 棒球选手
- 2015年：tvN《請回答1988》饰演 成宝拉的大学同学
- 2016年：JTBC《Fantastic》饰演 金民植
- 2018年：KBS2《KBS Drama Special - 我的黑历史误答笔记（朝鲜语：나의 흑역사 오답노트）》饰演 崔镇尚
- 2018年：SBS《胸腔外科－盜取心臟的醫生們》饰演 文胜载
- 2019年：KBS2《監獄醫生》饰演 文勇承
- 2019年：MBC《檢法男女2》饰演 新任检察官（特别出演）
- 2019年：Netflix《屍戰朝鮮》饰演 东宫殿内侍
- 2019年：OCN《Voice 3》饰演 日本警察
- 2019年：SBS《17歲的條件》饰演 民载的班主任
- 2019年：SBS《偵探醫生》饰演 面包坊社长（特别出演）
- 2019年：채널A《平日下午3點的戀人》饰演 姜哲
- 2020年：KBS2《出師表》饰演 高东灿
- 2020年：tvN《機智醫生生活》饰演 元俊的父亲（第三集）
- 2021年：KBS2《KBS Drama Special - 普通的災禍（朝鲜语：보통의 재화）》饰演 河正宇
- 2022年：KBS2《依法相爱吧》饰演 都镇基
- 2022年：wavve《弱美男英雄》饰演 朴辅佐官
- 2022年：JTBC《愛情的理解》饰演 梁锡玄
- 2024年：JTBC《低谷医生》飾演 閔庚敏

### 电影
- 2014年：短篇电影《那天晚上（朝鲜语：그날 밤）》
- 2014年：短篇电影《只要重点就很简单》
- 2014年：短篇电影《死不了所以活着》
- 2015年：短篇电影《Lock Out》饰演 锁匠
- 2016年：短篇电影《夜班津贴》饰演 成宰
- 2016年：短篇电影《二手，Full》饰演 哲民
- 2016年：短篇电影《地下的男人》饰演 痴情男
- 2016年：短篇电影《岛》饰演 善泰
- 2017年：短篇电影《白川》饰演 东镇
- 2017年：短篇电影《恶徒出现》饰演 成勇
- 2017年：短篇电影《金宁会馆》
- 2017年：短篇电影《隐名》
- 2017年：短篇电影《水中呼吸法》
- 2018年：《寿城池（朝鲜语：수성못 (영화)）》饰演 Peaceby
- 2018年：《剧场誓约（朝鲜语：너와 극장에서）》饰演 民哲
- 2018年：短篇电影《Cut》饰演 成勋
- 2018年：短篇电影《记忆下的记忆》
- 2019年：《老千：獨眼傑克》饰演 司法考试考生
- 2019年：《最普通的恋爱》饰演 铉诚
- 2019年：《Our Body（朝鲜语：아워 바디）》饰演 庆秀
- 2019年：短篇电影《让人心虚的故事》饰演 营业职员
- 2019年：短篇电影《九宜站3号出口》饰演 胜久
- 2019年：短篇电影《出差》
- 2019年：短篇电影《完美的妻子》
- 2020年：《踏着波涛的少年（朝鲜语：파도를 걷는 소년）》饰演 声音出演
- 2020年：《Killer Swell: Our Space（朝鲜语：킬러스웰 : 아워 스페이스）》饰演 东旻
- 2020年：《心情郁闷的日子（朝鲜语：마음 울적한 날엔）》饰演 盛俊
- 2020年：《祈祷的男子（朝鲜语：기도하는 남자）》饰演 秀浩
- 2022年：《你好（朝鲜语：안녕하세요 (2022년 영화)）》饰演 崔殷硕
- 2022年：《醉恶邻居房（朝鲜语：옆집사람）》饰演 灿宇
- 2022年：《第一个孩子（朝鲜语：첫번째 아이）》饰演 宇硕
- 2024年：《大都市的爱情法》饰演 智硕
- 2025年：《猫之吻：向你敞开心扉的瞬间》饰演 勇熙[7]
- 待定：《箭木池》饰演 宋景俊

### 舞台剧
- 《nabis哈姆雷特》
- 《剧团活跃了》

### 网络剧
- 2018年：PLAYLIST《恋爱路边摊》饰演 厨房大叔
- 2018年：72秒《Oh，旅程：庆州》饰演 景柱
- 2019年：72秒《Oh，旅程：釜山》饰演 景柱
- 2020年：PLAYLIST《My Fuxxxxx Romance》饰演 金在河

## 奖项纪录
- 2022年：第26届釜山国际电影节—Korean Fantastic演员奖评审团特别提及（《醉恶邻居房》）